# Syrphophagus aquacyaneus
Syrphophagus aquacyaneus är en stekelart som först beskrevs av Girault 1923.  Syrphophagus aquacyaneus ingår i släktet Syrphophagus och familjen sköldlussteklar. Inga underarter finns listade i Catalogue of Life.